# Strymon fulvofasciata
Strymon fulvofasciata är en fjärilsart som beskrevs av Tutt. Strymon fulvofasciata ingår i släktet Strymon och familjen juvelvingar. Inga underarter finns listade i Catalogue of Life.